# Neopygoplus
Neopygoplus is een geslacht van hooiwagens uit de familie Assamiidae.
De wetenschappelijke naam Neopygoplus is voor het eerst geldig gepubliceerd door Roewer in 1923.

## Soorten
Neopygoplus omvat de volgende 2 soorten:
- Neopygoplus jacobsoni
- Neopygoplus siamensis